# Kristine Duvholt Havnås
Kristine Duvholt Havnås, née le 31 janvier 1974 à Tønsberg, est une ancienne handballeuse internationale norvégienne qui évoluait au poste d'ailière.
Avec l'équipe de Norvège, elle participe aux jeux olympiques de 1992, 1996 et 2000. Elle remporte une médaille d'argent (1992) et une médaille de bronze (2000). 
En 1999, elle remporte également le titre de championne du monde avec la Norvège. Elle est à cette occasion élue meilleure ailière droite du tournoi.

## Palmarès

### Sélection nationale
- Jeux olympiques
  -  médaille d'argent aux Jeux olympiques de 1992, Barcelone,  Espagne
  - 4e aux Jeux olympiques de 1996, Atlanta,  États-Unis
  -  médaille de bronze aux Jeux olympiques de 2000, Sydney,  Australie
- Championnat du monde
  -  vainqueur du Championnat du monde 1999,  Norvège /  Danemark
  -  finaliste du Championnat du monde 2001,  Italie
  -  3e du Championnat du monde 1993,  Norvège
- Championnat d'Europe
  -  finaliste du Championnat d'Europe 1996,  Danemark
  -  3e du Championnat d'Europe 1994,  Allemagne

### Club
- Coupe d'Europe des vainqueurs de coupe
  - vainqueur en 2005 avec Larvik HK

### Récompenses individuelles
- Meilleure ailière droite du championnat du monde 1999